# Cerianthula benguelaensis
Espèce
Cerianthula benguelaensis est une espèce de cnidaires de la famille des Botrucnidiferidae.

## Systématique
Le nom valide complet (avec auteur) de ce taxon est Cerianthula benguelaensis Leloup, 1964.

## Étymologie
Son épithète spécifique, benguelaensis, composée de benguela et du suffixe latin -ensis, « qui vit dans, qui habite », fait à Benguela (Angola), la localité type de cette espèce. 